# Guatemala nos Jogos Olímpicos de Verão de 2008
A Guatemala competiu nos Jogos Olímpicos de Verão de 2008, em Pequim, na China.

## Desempenho

### Atletismo
Masculino
| Atletas              | Evento               | Final   | Final   |
| Atletas              | Evento               | Marca   | Posição |
| -------------------- | -------------------- | ------- | ------- |
| Alfredo Arévalo      | Maratona             | 2h28m26 | 63º     |
| José Amado García    | Maratona             | 2h20m15 | 35º     |
| Luis Fernando García | Marcha atlética 50km | 3h56m58 | 22º     |

Feminino
| Atletas      | Evento               | Final   | Final   |
| Atletas      | Evento               | Marca   | Posição |
| ------------ | -------------------- | ------- | ------- |
| Evelyn Núñez | Marcha atlética 20km | 1h44m13 | 42º     |

### Badminton
Masculino
| Atleta       | Evento  | Fase de 64             | Fase de 32                           | Fase de 16             | Quartas                | Semifinais             | Final                  | Final       |
| Atleta       | Evento  | Adversário e resultado | Adversário e resultado               | Adversário e resultado | Adversário e resultado | Adversário e resultado | Adversário e resultado | Posição     |
| ------------ | ------- | ---------------------- | ------------------------------------ | ---------------------- | ---------------------- | ---------------------- | ---------------------- | ----------- |
| Kevin Cordón | Simples |                        | CHN Bao Chunlai D 0-2 (17-21; 16-21) | Não avançou            | Não avançou            | Não avançou            | Não avançou            | Não avançou |

### Boxe
A Guatemala qualificou um boxeador para o torneio olímpico de boxe. Valenzuela classificou-se na categoria peso mosca no segundo torneio qualificatório do continente americano.
| Atletas          | Evento     | Fase de 32             | Oitavas                | Quartas                | Semifinais             | Final                  |
| Atletas          | Evento     | Adversário e resultado | Adversário e resultado | Adversário e resultado | Adversário e resultado | Adversário e resultado |
| ---------------- | ---------- | ---------------------- | ---------------------- | ---------------------- | ---------------------- | ---------------------- |
| Eddie Valenzuela | Peso mosca | THA S. Jongjohor D 1-6 | Não avançou            | Não avançou            | Não avançou            | Não avançou            |

### Halterofilismo
Masculino
| Atleta          | Evento | Arranque (kg) | Arremesso (kg) | Total (kg) | Posição |
| --------------- | ------ | ------------- | -------------- | ---------- | ------- |
| Christian López | -105kg | 150,0         | 186,0          | 336,0      | 17º     |

### Hipismo
| Atleta                | Cavalo      | Evento            | Ind. Ronda 1 | Ind. Ronda 1 | Ind. Ronda 2 | Ind. Ronda 2 | Ind. Ronda 2 | Ind. Ronda 3 | Ind. Ronda 3 | Ind. Ronda 3 | Final       | Final       | Final       | Final       | Final       | Final       |
| Atleta                | Cavalo      | Evento            | Ind. Ronda 1 | Ind. Ronda 1 | Ind. Ronda 2 | Ind. Ronda 2 | Ind. Ronda 2 | Ind. Ronda 3 | Ind. Ronda 3 | Ind. Ronda 3 | Ronda A     | Ronda A     | Ronda B     | Ronda B     | Total       | Total       |
| Atleta                | Cavalo      | Evento            | Pen.         | Pos.         | Pen.         | Total        | Pos.         | Pen.         | Total        | Pos.         | Pen.        | Pos.        | Pen.        | Pos.        | Pen.        | Pos.        |
| --------------------- | ----------- | ----------------- | ------------ | ------------ | ------------ | ------------ | ------------ | ------------ | ------------ | ------------ | ----------- | ----------- | ----------- | ----------- | ----------- | ----------- |
| Juan Andrés Rodríguez | Orestus VDL | Saltos individual | 9            | 52º          | 9            | 18           | 40º          | 13           | 31           | 41º          | Não avançou | Não avançou | Não avançou | Não avançou | Não avançou | Não avançou |

### Natação
Feminino
| Atleta(s)      | Evento       | Eliminatórias | Eliminatórias | Semifinal   | Semifinal   | Final       | Final       |
| Atleta(s)      | Evento       | Tempo         | Posição       | Tempo       | Posição     | Tempo       | Posição     |
| -------------- | ------------ | ------------- | ------------- | ----------- | ----------- | ----------- | ----------- |
| Gisela Morales | 100 m costas | 1m02s92       | 38º           | Não avançou | Não avançou | Não avançou | Não avançou |
| Gisela Morales | 200 m costas | 2m14s54       | 27º           | Não avançou | Não avançou | Não avançou | Não avançou |

### Pentatlo moderno
| Atleta          | Evento   | Tiro   | Tiro | Esgrima  | Esgrima | Natação | Natação | Hipismo | Hipismo | Corrida  | Corrida | Total | Posição |
| Atleta          | Evento   | Pontos | PPM  | Vitórias | PPM     | Tempo   | PPM     | Pontos  | PPM     | Tempo    | PPM     | PPM   | Posição |
| --------------- | -------- | ------ | ---- | -------- | ------- | ------- | ------- | ------- | ------- | -------- | ------- | ----- | ------- |
| Rita Sanz-Agero | Feminino | 171    | 988  | 7        | 568     | 2m29s41 | 1128    | 68.38   | 1116    | 11m09s98 | 1044    | 4844  | 34º     |

Legenda: PPM = Pontos de pentatlo moderno

### Tiro
Masculino
| Atleta             | Evento | Qualificação | Qualificação | Final       | Final       | Posição |
| Atleta             | Evento | Placar       | Posição      | Placar      | Total       | Posição |
| ------------------ | ------ | ------------ | ------------ | ----------- | ----------- | ------- |
| Juan Carlos Romero | Skeet  | 111          | 26º          | Não avançou | Não avançou | 26º     |

### Vela
Masculino
| Atleta      | Evento | Regata | Regata | Regata | Regata | Regata | Regata | Regata | Regata | Regata | Regata | Regata  | Pontos | Posição |
| Atleta      | Evento | 1      | 2      | 3      | 4      | 5      | 6      | 7      | 8      | 9      | 10     | M       | Pontos | Posição |
| ----------- | ------ | ------ | ------ | ------ | ------ | ------ | ------ | ------ | ------ | ------ | ------ | ------- | ------ | ------- |
| Juan Maegli | Laser  | DSQ    | 9      | 39     | 16     | BFD    | 32     | 39     | 12     | 15     |        | Não av. | 206    | 33º     |

| M   | Regata da Medalha da qual só participam os dez primeiros colocados das regatas anteriores  |  |  | CAN | Regata cancelada |
| BFD | Desclassificado por bandeira preta (Black Flag Disqualified)                               |  |  |     |                  |
| UFD | Desclassificado por bandeira "U" (U Flag Disqualified)                                     |  |  |     |                  |
| OCS | Largada queimada (On the Course Side of the starting line)                                 |  |  |     |                  |
| DNE | Desclassificação sem eliminação (infração a um item do regulamento da prova – Did Not End) |  |  |     |                  |